# Chobits
Chobits (jap. ちょびっツ Chobittsu) ist ein Manga von CLAMP, der eine Liebesgeschichte zwischen Hideki Motosuwa, einem Rōnin (jemanden, der die Aufnahmeprüfung einer Universität nicht beim ersten Versuch bestanden hat), und Chi, einem Persocom (jap. Abkürzung für Personal Computer), erzählt. Chobits wurde auch als Anime umgesetzt.

## Handlung
Handlungsort ist Tokio in naher Zukunft. Persocoms, Computer mit menschlichem Aussehen, sind zu diesem Zeitpunkt überall anzutreffen. Der Student Hideki Motosuwa, der Protagonist, kann sich keine solche Maschine leisten. Er findet jedoch durch Zufall ein gut erhaltenes Exemplar im Müll, von dem er zunächst denkt, es wäre eine Menschenleiche. Nachdem er den Persocom in seinem Apartment aktiviert hat, stellt er fest, dass der Computer keinerlei Daten gespeichert hat (was ungefähr einem Verlust sämtlicher Erinnerungen gleichkommt). Das Debuggen des Persocoms gelingt nicht, denn er scheint ein besonderes Exemplar zu sein. Das einzige Wort, das der Computer anfangs sprechen kann, ist „Chi“, deshalb beschließt Hideki, dieses Wort zum Namen des weiblichen Computers zu machen. Es beginnt die Suche danach, woher Chi kommt und wer sie ist. Währenddessen lernt der Persocom etappenweise zu sprechen und auch durch Fehler, mit der Welt zurechtzukommen.
Der Manga beschäftigt sich mit der komplizierten Beziehung zwischen Persocoms und deren Benutzern und der Frage, wann für den modernen Menschen eine Maschine noch Maschine ist, und wann sie für ihn ein lebendes Wesen darstellt. Im Laufe der Handlung stellt sich heraus, dass Chi einer von zwei Chobits ist, ein Persocom ohne Betriebssystem, aber mit herausragender Intelligenz. Sie können auch Gefühle wie Angst, Schmerz oder Liebe empfinden. Chi konzentriert sich immer mehr auf die Frage, ob es einen Menschen gibt, der sie liebt, einen Menschen für sie allein, und hofft, dass Hideki für sie dieser Mensch ist. Sie findet sich in der Hauptfigur des Kinderbuches The City With No People wieder, dessen Geschichte tatsächlich starke Parallelen zu Chis Leben aufweist.
Am Ende bestätigt Hideki ihr, dass er sie liebt.

## Charaktere
Hideki MotosuwaEr ist ein sehr netter und hilfsbereiter Mensch, auch wenn er in der Schule nicht gerade große Erfolge verzeichnen kann. Er sieht in Chi mehr als nur einen Persocom, gesteht es sich aber selbst lange nicht ein. Um die Personen, die ihm wichtig sind, zu beschützen, würde Hideki alles machen. Er ist ein guter Freund und (meistens) verlässlich. Zum Schluss besitzt er die drei Persocoms Chi, Sumomo und Kotoko. Er entwickelt nach einiger Zeit Gefühle für Chi.
Chi/EldaChi ist eine der zwei Chobits und damit ein ganz besonderer Persocom. Anders als die anderen kann sie selbst ihre Handlungen bestimmen und macht sich auch Gedanken über das, was passiert. In Hideki hofft sie den "Menschen, der nur für mich allein bestimmt ist", zu finden. Chi hat noch ein anderes Ich, welches in ihren Gedanken immer bei ihr ist und ihr hilft.
FreyaFreya ist Chis „Zwillingsschwester“, ihre Geschichte handelt davon, dass sie Gefühle für ihren „Vater“ (also ihren Erbauer) hat, diese aber niemandem erzählt. Sie zerbricht mit der Zeit genau an diesen Gefühlen, wodurch sie letztendlich ihre Funktion aufgibt. Ihr „Herz“ wird aber von Chi aufgenommen, wodurch diese eventuell den gleichen Schmerz erleiden könnte. Von diesem Moment an lebt sie in Chi weiter und taucht auch ab und zu als innere Stimme in ihren Gedanken auf.
Hiromu ShinboAm Anfang ist er der Nachbar von Hideki und hilft ihm, sich zurechtzufinden. Shinbo ist auch sehr hilfsbereit und mit seinem Persocom Sumomo steht er Hideki immer mit Rat und Tat zu Seite. Später brennt er mit ihrer beider Lehrerin Takako Shimizu durch, weil sich ihr Mann nur noch um seinen Persocom kümmert und sie alleine ist.
Minoru KokubunshiObwohl er erst in die 7. Klasse (1. Klasse der Mittelschule) geht, ist er bereits ein Genie, was Persocoms und Technik angeht. In seinem riesigen Anwesen sorgen mehrere selbstgebaute Persocoms für Ordnung und das Wohlbefinden der Bewohner. Yuzuki ist seine persönliche Assistentin und ebenfalls ein selbstgebauter Persocom. Für Minoru ist sie sehr wichtig, weil sie ganz nach der Vorlage seiner verstorbenen großen Schwester entworfen wurde und sozusagen ein Ersatz für sie ist.
Chitose HibiyaDie freundliche Vermieterin ist kein unbeschriebenes Blatt, auch wenn sie am Anfang so wirkt. Früher war sie mit ihrem Mann Ian Chefentwicklerin der verbotenen und geheimen Chobits-Reihe und steckt auch in der späteren Handlung immer wieder in der Geschichte drinnen. Sie zeichnet und schreibt auch das Bilderbuch The City With No People in der Hoffnung, dass Chi sich wieder an ihr früheres Leben erinnert, bevor alle Daten verloren gingen.
Hiroyasu UedaEr ist der Besitzer des „Tirol“, einer Konditorei, in der auch Chi eine Zeit lang arbeitet. Außergewöhnlich macht ihn die Ehe mit einem Persocom, die allerdings durch einen tragischen Unfall endete. Sein Persocom stieß ihn vor einem Auto weg und rettete ihm damit das Leben, wurde dadurch aber selbst zerstört. Herr Ueda ist meist freundlich und zurückhaltend.
Takako ShimizuSie ist die Lehrerin von Shinbo und Hideki am Förderinstitut. Meistens muss sie Hideki allerdings aufwecken, um ihm etwas beibringen zu können. Ihr Mann liebte nur noch seinen Persocom und beachtete sie kaum noch. Seitdem Shinbo sich ihrer annahm, wirkt sie entspannter und fröhlicher.
SumomoSie ist Shinbos mobiler Persocom und versucht oft, Chi zu helfen, was aber meistens an Chi scheitert. Sie hat Angst vor Hideki, muss aber später einige Zeit bei ihm leben.
Yumi OmuraSie ist Hidekis Arbeitskollegin, die sich am Anfang der Serie in ihn verliebt. Später stellt sich aber heraus, dass sie die Ex-Freundin von Herrn Ueda ist. Sie hat mit ihm Schluss gemacht, weil er mal mit einem Persocom verheiratet war und sie Angst vor einem Vergleich mit diesem hatte. Die beiden finden aber wieder zusammen.
YuzukiYuzuki ist Minorus Persocom. Sie wurde seiner Schwester Kaede nachempfunden, die vor Jahren gestorben ist. Sie möchte ihr unbedingt ähnlich sein und Minoru helfen.
Zima und DitaDiese zwei Persocoms wurden gebaut, um Chi zu zerstören. Zima gibt diesen Zweck jedoch auf und hindert Dita daran, Chi zu zerstören.

## Veröffentlichungen
Chobits erschien von September 2000 bis Oktober 2002 im Young Magazine bei Kōdansha und umfasst acht Bände. Auf Deutsch wurde Chobits anfangs im Manga-Magazin Manga Power bei Egmont Manga & Anime (EMA) veröffentlicht (übersetzt von Costa Caspary), nach der Einstellung des Magazins erschien die Serie in Sammelbändern (Tankōbon). Im August und September 2020 erschien eine zwei Bände umfassende Luxury Edition bei selbigem Verlag, die alle Originalbände zusammenfasst.
2003 erschien bei Kōdansha unter dem Titel Your Eyes Only ein Artbook mit 57 Farbillustrationen von CLAMP zu Chobits. Alle Illustrationen zeigen Chi oder ihr anderes Ich. 2004 veröffentlichte Egmont Manga & Anime das Artbook im deutschsprachigen Raum.

## Anime-Adaption
Die Anime-Serie Chobits umfasst 26 Folgen inklusive zweier Zusammenfassungsfolgen. Auf DVD erschien eine weitere Zusammenfassungsfolge.
2005/2006 erschien der Anime auch in einer deutschsprachigen Fassung bei ADV Films. Am 25. Juni 2007 erfolgte eine Neuauflage als Complete Collection, welche auf 6 DVDs sämtliche Folgen sowie das Special Chibits, welches sich ausnahmsweise auf Sumomo und Kotoko konzentriert, beinhaltet.
Das Titellied „Let Me Be With You“ der Band Round Table zur Animeserie erschien auf den beiden Soundtracks, die im Jahr 2003 vom Label Pioneer veröffentlicht wurden. Im Folgejahr erschien zusätzlich eine „Character Song Collection“.

### Synchronisation
| Rolle            | Japanischer Synchronsprecher (Seiyū) | Deutscher Synchronsprecher |
| ---------------- | ------------------------------------ | -------------------------- |
| Hideki Motosuwa  | Tomokazu Sugita                      | Sascha Kaufmann            |
| Chii/Elda        | Rie Tanaka                           | Barbara Seifert            |
| Hiromu Shinbo    | Tomokazu Seki                        | Patrick L. Schmitz         |
| Minoru Kokubunji | Hōko Kuwashima                       | Dinis Loures               |
| Chitose Hibiya   | Kikuko Inoue                         | Karin Schubert             |
| Takako Shimizu   | Ryōka Yuzuki                         | Nina Marschke              |
| Sumomo           | Motoko Kumai                         | Christine Schlembach       |
| Yumi Omura       | Megumi Toyoguchi                     | Anna-Maria Kuricova        |
| Yuzuki           | Fumiko Orikasa                       | Melanie Wiegmann           |
| Tetsuya Omura    | Masaki Aizawa                        | Joachim Rudolph            |
| Yoshiyuki Kojima | Junichi Suwabe                       | Marco Steeger              |